# 2139 Makharadze
2139 Makharadze (1970 MC) là một tiểu hành tinh vành đai chính được phát hiện ngày 30 tháng 6 năm 1970 bởi T. Smirnova ở Nauchnyj.